# Doce
Doce era un gruppo musicale femminile portoghese famoso negli anni ottanta.
Il gruppo era formato da Laura Diogo, Lena Coelho, Fatima Padinha, e Teresa Miguel.
Le Doce hanno partecipato alle selezioni portoghesi per l'Eurovision Song Contest nel 1980 e nel 1981 con due dei loro più grandi successi, "Doce" e "Ali-Bábá, um homem das Arábias" classificandosi prima seconde e poi quarte.
Vincendo le selezioni parteciperanno all'Eurovision Song Contest 1982 con "Bem Bom" che raggiungerà la tredicesima posizione.

## Discografia

### Album
- OK KO (LP, Polygram, 1980)
- È Demais (LP, Polygram, 1981)
- Doce 1979-1987  (Compilação, Polygram, 1986)
- 15 anos Depois (Compilação, Universal, 2002), CD
- Doce Mania (Compilação, Universal, 2003), CD

### Singoli
- Amanhã de Manhã/Depois de Ti (Single, Polygram, 1980)
- Doce/Um Beijo Só (Single, Polygram, 1980)
- OK KO/Doce Caseiro (Single, Polygram, 1980)
- Ali-Bábá (Um Homem das Arábias)/Jingle Tónico (Single, Polygram, 1981)
- È Demais/Dói-dói (Single, Polygram, 1981)
- Bem Bom/Perfumada (Single, Polygram, 1982)
- For The Love Of Conchita/Choose Again (Single, Polygram, 1983)
- Starlight/Stepping Stone (Single, Polygram, 1983)
- Quente, Quente, Quente/Eu e o meu namorado (Single, Polygram, 1984)
- O Barquinho da Esperança/A história do barquinho (Single, Polygram, 1984)